# Alien Syndrome (2007)
Alien Syndrome ist ein Action-Rollenspiel für Wii und PlayStation Portable. Es erschien erstmals am 24. Juli 2007 in den Vereinigten Staaten. Es ist die Fortsetzung von Alien Syndrome.

## Inhalt
Die Geschichte setzt etwa 100 Jahre nach dem Vorgänger an. Das Spiel spielt in einer fernen Zukunft, in der interstellare Raumfahrt möglich ist. Die Kommunikation mit einer der Stationen auf dem fernen Planeten Kronos geht verloren. Aileen Harding wird zur Untersuchung geschickt. Sie entdeckt schnell, dass die Aliens dahinter stecken und beschließt, gegen sie zu kämpfen und herauszufinden, was mit ihrem Freund Tom passiert ist.

## Spielprinzip
Alien Syndrome ist ein Top-Down-Shooter. Das Spiel hat 40 Level mit fünf Bossen und 15 Mini-Bossen. Der Spieler kann ihren Charakter anpassen, um die Strategieoptionen im Spiel zu erweitern.
Zudem bietet das Spiel bis zu 80 verschiedene Waffen und Hunderte von Rüstungstypen sowie Bonusgegenstände. Der Spieler wird von einer Roboterdrohne namens SCARAB begleitet, die als Lagerraum für Gegenstände sowie als Backup für die Hauptfigur dient. Als ständiger Begleiter kann SCARAB bei Kämpfen helfen und bei Bedarf Zugriff auf die Waffen und Rüstungen des Charakters gewähren. Der Spieler hat sowohl eine Lebensanzeige als auch eine sich ständig auffüllende Energieanzeige, wobei letztere die Schildkraft widerspiegelt.
Das Spiel bietet auch Koop-Multiplayer für bis zu vier Personen auf einem Bildschirm für die Wii-Version an. In der PSP-Version bietet das Spiel Koop-Multiplayer über eine WiFi-Verbindung an. Auf der PSP werden Spielerbewegung und Zielen mit dem Analogstick gesteuert. Während ein Spieler eine Fernkampfwaffe abfeuert, ist seine Ausrichtung gesperrt. Auf der Wii wird die Bewegung vom Analogstick des Nunchuk gesteuert, während das Zielen durch das Neigen mit der Wii-Fernbedienung gesteuert wird.

## Rezeption
Das Spiel bekam schlechte Kritiken. Sowohl IGN als auch GameSpot lobten die Steuerung, aber beklagten einen Mangel an Vielfalt von Gegnern. Ein weiterer Kritikpunkt war, dass sich die Wii- und der PSP-Version kaum grafisch unterscheiden. Die schlechte KI der Computergegner sei nicht zeitgemäß. Das Spielprinzip sei monoton. Metacritic ermittelte für die Wii-Version eine Punktzahl von 48 aus 100. Die PSP-Version erreichte 51 aus 100.